# 30 vendémiaire
30 jour complémentaire 30 brumaire
Le décadi 30 vendémiaire, officiellement dénommé jour du tonneau, est le 30e jour de l'année du calendrier républicain.
C'était généralement le 21e jour du mois d'octobre dans le calendrier grégorien.